# 614
Раннє Середньовіччя. Триває чума Юстиніана. У Східній Римській імперії продовжується правління Іраклія. Частина території Італії належить Візантії, на решті лежить Лангобардське королівство. Франкське королівство об'єдналося під правлінням Хлотара II. Іберію займає Вестготське королівство. В Англії триває період гептархії. Авари та слов'яни утвердилися на Балканах. Центр Аварського каганату лежить у Паннонії.
Китай об'єднаний під правлінням династії Суй. Індія роздроблена. В Японії триває період Ямато. У Персії править династія Сассанідів. Степову зону Азії та Східної Європи контролює Тюркський каганат, розділений на Східний та Західний.
На території лісостепової України в VII столітті виділяють пеньківську й празьку археологічні культури. У VII столітті продовжилося швидке розселення слов'ян. У Північному Причорномор'ї співіснують різні кочові племена, зокрема кутригури, утигури, сармати, булгари, алани, авари, тюрки.

## Події
- квітень: ірано-юдейські війська взяли в облогу візантійський Єрусалим.
- травень: ірано-юдейські війська здобули Єрусалим і вчинили у ньому різанину. Від пожежі постраждав Храм Гробу Господнього, нападники захопили Животворний Хрест.
- Авари зі слов'янами розграбували Салону, постраждав палац Діоклетіана.
- Франкський король Хлотар II видав едикт, що регулював управління у Франкському королівстві.
- Переслідування Магомета в Мецці.